# Davide Valsecchi
Davide Valsecchi, né le 24 janvier 1987 à Erba, est un pilote automobile italien. Il a remporté le championnat GP2 Series en 2012.

## Biographie
Davide Valsecchi est né dans la province de Côme en Lombardie.
En avril 2011, Davide Valsecchi débute en Formule 1 : il participe aux essais libres du vendredi matin du Grand Prix de Malaisie à bord de la Lotus T128.
En septembre 2012, Davide Valsecchi remporte le championnat de GP2 avant même la dernière course. Quelques semaines plus tard, Valsecchi participe aux Rookie Days au volant de la Lotus E20, réalisant le meilleur temps lors de la troisième et dernière journée. 
Lors des "Rookie Days" organisés le 17,18 et 19 juillet 2013 à Silverstone, Valsecchi a pu prendre le volant de la Lotus E21 afin d'effectuer des tests sur les nouveaux pneumatiques pour préparer au mieux l'écurie en vue du grand prix de Hongrie prévu le dimanche 28 juillet. En 2013, il est pilote de réserve chez Lotus F1 Team. À la suite du départ de Kimi Räikkönen, à deux courses de la fin, Lotus renonce à le titulariser, préférant recruter Heikki Kovalainen. À l'issue de la saison 2013, Valsecchi quitte l'écurie Lotus.

## Carrière automobile
- 2003 : Championnat d'Italie de Formule Renault, 15e
  - Championnat d'Italie de Formule 3, Non classé
- 2004 : Championnat d'Italie de Formule Renault, 14e
  - Eurocup Formule Renault, 31e
  - Championnat d'Italie de Formule 3, Non classé
- 2005 : Championnat d'Italie de Formule Renault, 7e
  - Championnat d'Italie de Formule 3, 7e
  - Eurocup Formule Renault, Non classé
- 2006 : World Series by Renault, 10e
- 2007 : World Series by Renault, 16e (1 victoire)
- 2008 : GP2 Asia Series, 8e
  - GP2 Series, 15e (1 victoire)
- 2009 : GP2 Asia Series, 3e (1 victoire)
  - GP2 Series, 17e
- 2009 - 2010 : GP2 Asia Series Champion '(3 victoires)
- 2010 : GP2 Series, 11e
- 2011 : GP2 Series, 9e (1 victoire)
- 2012 : GP2 Series, Champion
- 2013 : Formule 1, pilote de réserve chez Lotus F1 Team